# 100 років Національній музичній академії України імені П. І. Чайковського (монета)
«100 ро́ків Націона́льній музи́чній акаде́мії Украї́ни і́мені П. І. Чайко́вського» — ювілейна монета номіналом 2 гривні, випущена Національним банком України. Присвячена одному із провідних музичних навчальних закладів не лише в Україні, а й у світі. У заснуванні цього закладу брали участь такі видатні композитори як Петро Чайковський, Сергій Танєєв, Сергій Рахманінов. За роки існування академія — правонаступниця Київської державної консерваторії імені П. І. Чайковського підготувала багатьох видатних митців вітчизняної та світової культури.
Монету введено в обіг 1 листопада 2013 року. Вона належить до серії «Вищі навчальні заклади України».

## Опис та характеристики монети
| Номінал грн. | Метал      | Маса, грам | Діаметр, мм. | Якість виготовлення       | Гурт     | Тираж, штук |
| ------------ | ---------- | ---------- | ------------ | ------------------------- | -------- | ----------- |
| 2            | нейзильбер | 12,8       | 31           | спеціальний анциркулейтед | рифлений | 20 000      |

### Аверс
На аверсі монети розміщено: угорі малий Державний Герб України, напис півколом «НАЦІОНАЛЬНИЙ БАНК УКРАЇНИ»; на тлі стилізованої композиції — рояль, скрипковий ключ і нотний стан, зображено портрет П. І. Чайковського, під яким номінал — «2 ГРИВНІ» та логотип Монетного двору Національного банку України; унизу — рік карбування «2013».

### Реверс
На реверсі монети на дзеркальному тлі зображено будівлю оперної студії Національної музичної академії України, під якою напис «100 РОКІВ» та лаврова гілка; по колу розміщено напис «НАЦІОНАЛЬНА МУЗИЧНА АКАДЕМІЯ УКРАЇНИ ІМЕНІ П. І. ЧАЙКОВСЬКОГО».

## Автори

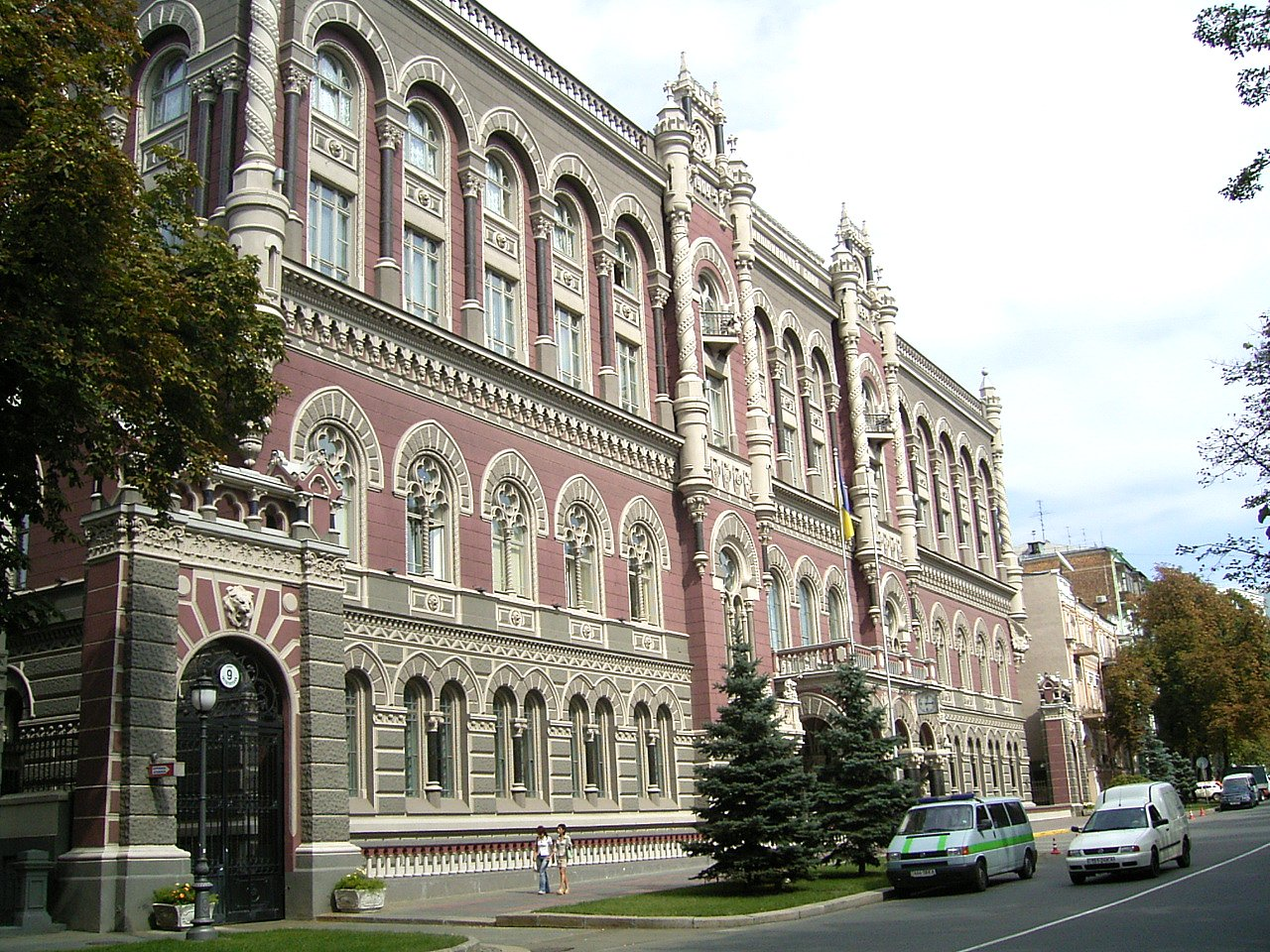
Будівля Національного банку України

- Художник — Чайковський Роман.
- Скульптор — Чайковський Роман.

## Вартість монети
Під час введення монети в обіг у 2013 році, Національний банк України реалізовував монету через свої філії за ціною 20 гривень.
Фактична приблизна вартість монети, з роками змінювалася так:
| Рік        | 2014 | 2015 | 2016 | 2017 | 2018 | 2019 | 2020 | 2021 | 2022 | 2023 | 2024 | 2025 |
| ---------- | ---- | ---- | ---- | ---- | ---- | ---- | ---- | ---- | ---- | ---- | ---- | ---- |
| Ціна, грн. | 29   | 35   | 49   | 190  | 190  | 165  | 160  | 160  | 170  | 350  | 380  | 370  |